# رابطة علماء المغرب العربي
رابطة علماء المغرب العربي هي تجمعٌ، علميٌ، دعويٌ، إصلاحيٌ، منظمٌ، يضم مجموعة من علماء الشريعة ببلاد المغرب العربي، تساعدهم لجان تضم استشاريين وخبراء وباحثين في مختلف المجالات، تسعى لتوجيه الأمة الإسلامية وإرشادها، وإيجاد الحلول المناسبة لمشكلاتها، بما يتوافق مع منهج أهل السنة والجماعة وخصائص البلاد المغاربية.
تأسست رابطة علماء المغرب العربي بناءً على توصيات نخبة من العلماء والمشايخ والدعاة من كل من ليبيا وتونس والجزائر والمغرب وموريتانيا وكان ذلك بمدينة إسطنبول في تركيا بتاريخ 19 ديسمبر 2013م حيث تم انتخاب أعضاء الأمانة العامة، واختيار فضيلة الشيخ العلامة محمد زحل رئيساً للرابطة والشيخ حسن عباس أميناً عاماً لها، وبعضوية ثلاثة مشايخ من كل بلد من الدول الخمس.
وقد حصلت الرابطة على تصريح بالعمل القانوني بمدينة جنيف السويسرية بتاريخ 21 أفريل 2014م وعقدت الأمانة العامة أولى ملتقياتها بعد هذا التأسيس بمدينة إسطنبول بتاريخ 05 جوان 2014م، وتم فيه إعلان البيان التأسيسي الرسمي للرابطة واعتماد نظامها الأساسي.
وقع تسجيل الرابطة رسمياً في أول قطر مغاربي، نواكشوط في موريتانيا وكان ذلك بتاريخ 27 جانفي 2015م.

## البطاقة التعريفية[14]

### الرؤية
ريادة العلماء والدعاة وقيادتهم للأمة.

### الرسالة
جمع كلمة العلماء والدعاة، وتوحيد صفوفهم، والتنسيق بين جهودهم، وتفعيل أدوارهم من خلال مرجعية موحدة، وعمل مؤسسي منظم.

### القيم
تأصيل شرعي، وقدوة عملية، وحس جماعي، وعمل مؤسسي.

### الأهداف
- بناء شبكة إدارية حديثة في مختلف البلاد المغاربية وكذلك في الدول التي يسكن فيها جالية مغاربية.
- تطوير الأعضاء، والرفع من كفاءتهم، وتدريبهم على استخدام الوسائل الحديثة للتأثير الإيجابي في كل مناحي الحياة.
- تحقيق التمويل الذاتي لتنفيذ المشاريع الدعوية والإصلاحية التي يقوم عليها العلماء والدعاة.
- جمع طاقات العلماء والدعاة وعموم العاملين في الساحة الإسلامية في البلاد المغاربية، وترشيدها وتوجيهها الوجهة النافعة.
- استنباط الأحكام الشرعية للحوادث والنوازل والقضايا العامة التي تنزل بالمنطقة، وتحديد الموقف الشرعي منها، وبيان ذلك للمسلمين.
- تعليم الناس مبادئ دينهم، وتهذيب سلوكهم، وإحياء معاني التكافل والتراحم والتعاون بينهم.
- بعث المؤسسات العلمية، والدعوية، والإعلامية، والحقوقية، والخيرية، والمشاريع التنموية، وغيرها في المنطقة.

## أهم انجازات الرابطة

### المشاركة في المؤتمرات والملتقيات
شاركت رابطة علماء المغرب العربي في العديد من الفعاليات الدولية وتتمثل في:
- مؤتمر الاتحاد العالمي للمنظمات النسائية بإستنبول
- دورة «إدارة الصراع والصلح المجتمعي» باستنبول
- مؤتمر «جهود الصحابة في نشر الإسلام» بالخرطوم السودان
- مؤتمر الاتحاد العالمي لعلماء المسلمين باستنبول
- مؤتمر «نصرة القدس» بالتعاون مع هيئة علماء فلسطين في الخارج
- ملتقى «إعادة إعمار غزة» بالدوحة قطر
- مؤتمر رابطة علماء المسلمين باستنبول
- ملتقى الهيئة التنفيذية للمجلس الإسلامي العالمي (مساع) بالكويت

### إصدارات الرابطة[15]
- بيان تأسيس رابطة علماء المغرب العربي بتاريخ 07 شعبان 1435هـ، الموافق لـ 05 جوان 2014م[16][17]
- بيان بخصوص أحداث غزة وصدر بتاريخ 24 رمضان 1435هـ، الموافق لـ 22 جويلية 2014م (نص البيان)
- رسالة مفتوحة إلى سمو أمير دولة الكويت الشقيق بشأن قرار سحب الجنسية من الشيخ الدكتور نبيل العوضي بتاريخ 16 شوال 1435هـ، الموافق لـ 12 أوت 2014م[18] (نص الراسلة)
- بيان بخصوص تنظيم الدولة الإسلامية في العراق والشام «داعش» وصدر بتاريخ 04 ذي القعدة 1435هـ، الموافق لـ 30 أوت 2014م[19][20] (نص البيان)
- بيان بخصوص إدراج فضيلة الدكتور يوسف القرضاوي ضمن قائمة المطلوبين للإنتربول وصدر بتاريخ 20 صفر 1436هـ، الموافق لـ 12 ديسمبر 2014م[21][22] (نص البيان)
- بيان بخصوص الانتخابات الرئاسية بتونس وصدر بتاريخ 22 صفر 1436هـ، الموافق لـ 14 ديسمبر 2014م (نص البيان)
- بيان بخصوص حادثة باردو بتونس وصدر بتاريخ 29 جمادى الأول 1436هـ، الموافق لـ 20 مارس 2015م (نص البيان)
- بيان بخصوص عاصفة الحزم الجارية باليمن وصدر بتاريخ 06 جمادة الثاني 1436هـ، الموافق لـ 27 مارس 2015م[23][24] (نص البيان)
- بيان بشأن العدوان الروسي على سوريا وصدر بتاريخ 21 ذي الحجة 1436هـ، الموافق لـ 05 أكتوبر 2015م (نص البيان)
- رسالة تعزية ومواساة إلى فخامة رئيس جمهورية موريتانيا الإسلامية بتاريخ 14 ربيع الأول 1437هـ، الموافق لـ 25 ديسمبر 2015م[25] (نص الرسالة)
- رسالة مفتوحة إلى صاحب الفخامة الرئيس الجزائري بشأن محاكمة فضيلة الشيخ الداعية عبد الفتاح حمداش زرواي بتاريخ 01 جمادى الثاني 1437هـ، الموافق لـ 10 مارس 2016م[26] (نص الرسالة)
- بيان بخصوص جرائم عصابات الأسد في مدينة حلب وصدر بتاريخ 25 رجب 1437هـ، الموافق لـ 02 ماي 2016م[27][28][29] (نص البيان)
- بيان بشأن منشور الشيخ ربيع المدخلي إلى الشباب السلفي في ليبيا وصدر بتاريخ 04 شوال 1437هـ، الموافق لـ 09 جويلية 2016م[30][31] (نص البيان)
- المشاركة في بيان الهيئات العلمية حول مؤتمر الفتنة بالشيشان! والذي صدر بتاريخ 29 ذو القعدة 1437 هـ، الموافق لـ 01 سبتمبر 2016م [32] (نص البيان)
- المشاركة في بيان الروابط العلمية حول استنكار اختطاف الشيخ د. نادر العمراني الليبي وصدر بتاريخ 05 محرم 1438هـ الموافق لـ 06 أكتوبر 2016م (نص البيان)

## العضويات
حصلت رابطة علماء المغرب العربي على عضوية كل من:
- رابطة علماء المسلمين
- المجلس الإسلامي العالمي «مساع»

## الأمانة العامة
هي أوسع سلطة رقابية وإدارية للرابطة، مكونة من خمسة عشر (15) عضواً، منهم رئيس الرابطة، ونائباه، والأمين العام، ومساعده، وأمين المال، ومساعده، على أن تمثل كل دولة من دول المغرب الخمسة بثلاثة أعضاء. وفيما يلي القائمة الحالية للأعضاء:

### ليبيا
- نادر السنوسي العمراني
- سامي الساعدي
- غيث الفاخري

### تونس
- حسن عباس
- عبد الهادي العيادي

### الجزائر
- محمد بن عيدة

### المغرب
- محمد زحل
- عبد الله البخاري
- الحسن العلمي

### موريتانيا
- محمد الأمين بن الحسن
- محمد أحمد زاروق
- محمد محفوظ ايدومو

## وصلات خارجية
موقع رابطة علماء المغرب العربي
موقع فضيلة الشيخ محمد زحل
موقع فضيلة الشيخ نادر العمراني
موقع رابطة علماء المسلمين
موقع الاتحاد العالمي للمنظمات النسائية
موقع الاتحاد العالمي لعلماء المسلمين
موقع هيئة علماء فلسطين في الخارج